# Волоколамськ

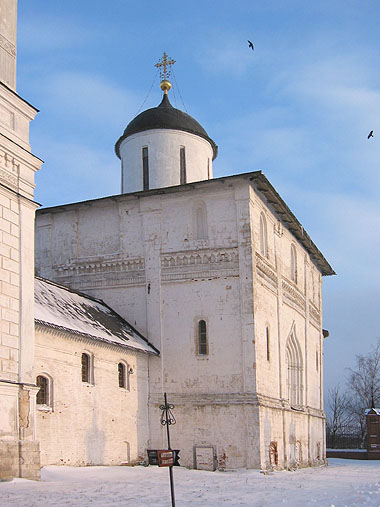
Воскресенський собор Волоколамська

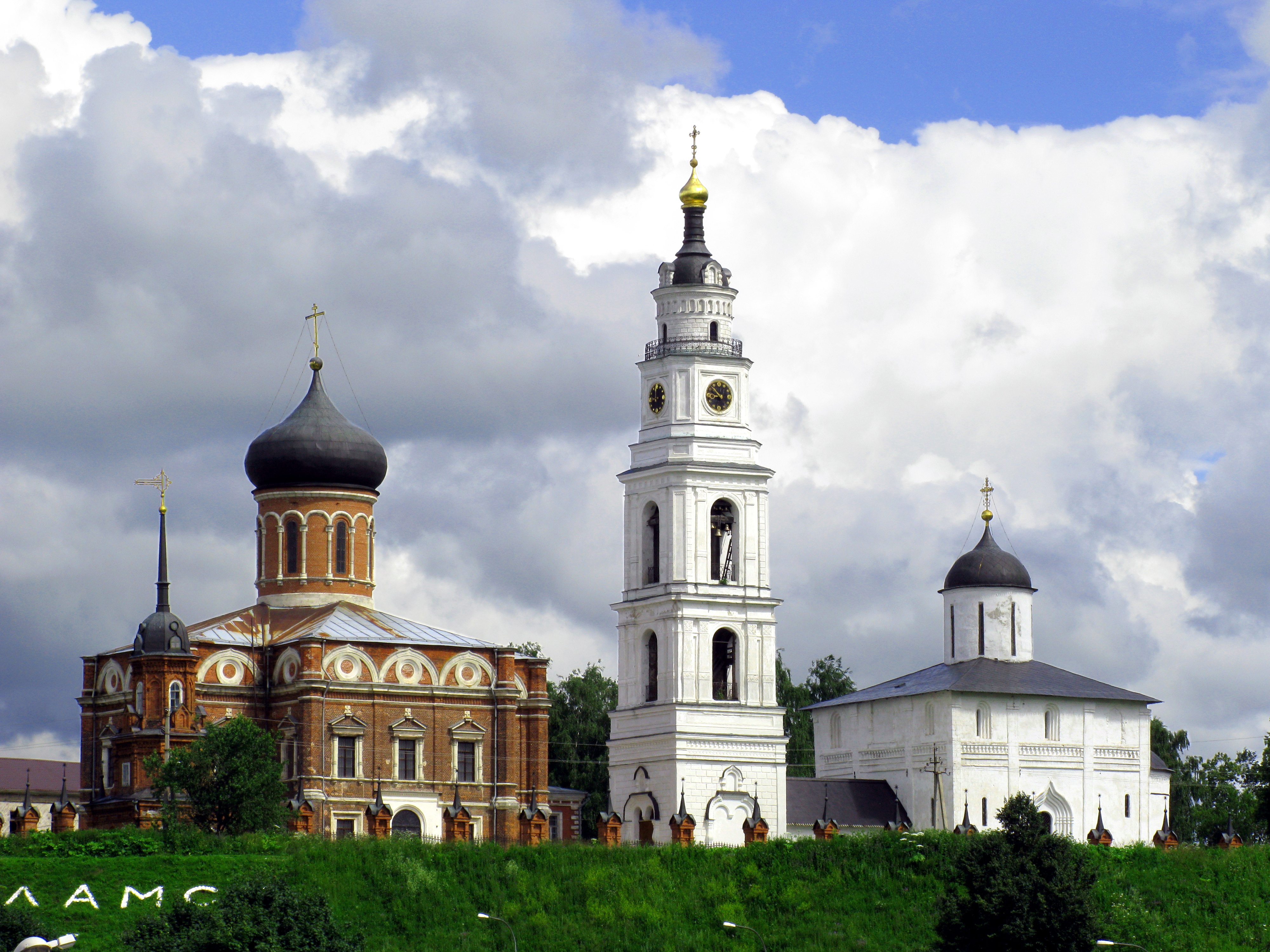
Волоколамський кремль

Волокола́мськ (рос. Волоколамск) — місто обласного підпорядкування у Московській області Росії, адміністративний центр Волоколамського району і міського поселення Волоколамськ.
Населення 24,4 тис. жит. (2007)
Розташований на федеральній трасі «Балтія» за 124 км на північний захід від Москви. Окрім Новоризького шосе, сполучується з Москвою старішим Волоколамським, які зливаються на його окраїні.
Історичний центр розташований на річці Городні (притока Лами), за 5 км на північ від залізничної станції Волоколамськ на лінії Москва — Рига. З 2003 року, після включення робітничого селища Привокзальний і села Порохово в межу міста залізнична станція і річка Лама знаходяться на його території.

## Міське поселення Волоколамськ
До складу міського поселення Волоколамськ окрім однойменного міста також входить 7 сіл.

## Історія
Назва міста пов'язана зі словом «волок». Уперше місто згадується в Суздальському літописі за Лаврентіївським списком у 1135 році: Иде Всеволодъ опѧть Новугороду, а Изѧславъ оста на Волоцѣ; а з прикметником воно згадується в тому ж джерелі під 1178 роком: Еха къ Ламьскому Волоку. Таким чином, Волоколамськ є найстарішим містом Московської області: його вік перевищує вік Москви на 12 років. Волоком Ламським чи просто Волоком місто називалося аж до XVIII століття.

### Хронологія
1135 — перша офіційна згадка Волоколамська. Князь Ізяслав у Волоколамську.
1147 — князь Юрій Довгорукий на шляху з Новгорода в Суздаль зупинився у Волоколамську і, на думку І. Є. Забєліна, саме звідси відправив листа Святославу, запрошуючи його в Москву.
1160 — Андрій Боголюбський захопив Волоколамськ.
1177 — Ярослава Мстиславовича посадили князем на Волоці.
1178 — князь Всеволод Велике Гніздо спалив Волоколамськ, приводом до цього став конфлікт з Новгородом за контроль над регіоном.
1216 — Князь Ярослав Всеволодович захопив Волок і вигнав звідти новгородських посланців.
1229 — Ярослав Всеволодович повторно захопив Волоколамськ.
1238 — військо Батия захопило Волок Ламський.
1283–1284 — Новгород поступається Волоком князеві Димитрію Олександровичу.
1292–1293 — князь Андрій Олександрович Городецький з ординським ханом Дюденем пограбували Волок.
1294 — князь Андрій Олександрович повернув Волоколамськ Новгороду.
1398–1410 — Волоколамськ у складі Великого князівства Литовського.
1364 — мор у Волоколамську та всіх містах руських. Можливо, відголос чуми «Чорна смерть», яка пройшла по Європі кількома роками раніше.
1370 — оборона Волоколамська від військ литовського князя Ольгерда.
1386 — волоколамці беруть участь в поході Дмитра Донського на Новгород Великий.
1397 — великий князь Василь Дмитрович бере Волоколамськ.
1426 — знову чума у Волоколамську. Від неї помирає Андрій Володимирович, син Володимира Андрійовича Серпуховського. Татищев називає Андрія Володимировича князем Волоцьким та ржевським.
1462–1513 — існування удільного Волоцького князівства зі столицею у Волоку Ламському.
1471 24 червня — Князь Іван III Васильович з братами на Волоці. «Волоцька рать» бере участь в Новгородському поході Івана III.
1479 — рік заснування Йосифо-Волоцького монастиря Йосифом Саніним.
1494 — помирає князь Борис Васильович, князь волоцький, рідний брат Івана III Васильовича. Новим волоцьким князем стає його син Федір Борисович.
1513 — входження міста до складу Московського князівства.
1606 жовтень — загони військ Івана Болотникова займають Волоколамськ.
1611–1612 — селянська партизанська війна проти польських загарбників.
1613 — польський король Сигізмунд ІІІ з військом тричі підходив до стін Волоколамська, однак так і не зумів його взяти (Оборона Волоколамська (1612)).
1781 — Волоколамськ став повітовим містом з 12 волостями а також отримав герб.
1812 — селянська партизанська війна проти військ Наполеона.
1833 серпень — Олександр Пушкін гостює в садибі Гончарових в Яропольці.
1834 Жовтень — Олександр Пушкін повторно гостює в Яропольці.
1882 — відкриття ткацької фабрики братів Старшинових.
1905–1906 — під час першої російської революції селянами Волоколамського повіту проголошена Марковська республіка.
1917 червень — утворення першої більшовицької організації на фабриці Старшинових.
1917 7 листопада — проголошення радянської влади у Волоколамську.
1917 17 листопада — Антибільшовицький заклик Земства. Двовладдя в регіоні.
1918 1 березня — антибільшовицьке повстання на масляному ринку.
1918 жовтень-листопад — перейменування вулиць Волоколамська на комуністичні.
1918 — націоналізація підприємств міста.
1919 — почала діяти перша телефонна станція на 12 номерів.
1920 14 листопада — відкриття електростанції в Кашино, приїзд Леніна і Крупської.
1923 — освітлення Волоколамська завдяки Івановській ГЕС на Ламі.
1931 — запуск Пороховського льнозаводу, відкрита Волоколамська МТС.
1941, 16 жовтня — початок впертих боїв на Волоколамському напрямку.
1941, 16 листопада — бій панфіловців біля роз'їзду Дубосєково.
1941, 20 грудня — звільнення Волоколамська.
1957 7 грудня — ліквідація Осташевського району, його територія поділена між Волоколамським, Можайським, Ново-Петровським та Рузьким районами.
1985 — Волоколамськ нагороджений орденом Вітчизняної війни І ступеня.

### Волоколамський укріпрайон
У середині жовтня 1941 року почались бої в смузі Волоколамського укріпрайону, який прикривав підступи до Москви. Оборона Волоколамського укріпрайону була покладена на 16-ту армію під командуванням генерал-лейтенанта Костянтина Рокосовського, у місті розташовувався її штаб. Зокрема саме тут відбувся бій 4 стрілецької роти 1075 полку 316 стрілецької дивізії під командуванням генерал-майора І. В. Панфілова.
Втім під німецькою окупацією район перебував недовго — 6 грудня 1941 року почався радянський наступ, а 18 грудня радянські війська вступили на територію району. Саме у Волоколамську загинув герой війни старший лейтенант Д. Ф. Лавриненко, який з початку війни знищив 52 німецьких танки. Йому посмертно присвоєно звання героя Радянського Союзу. Із 40 армійських частин та з'єднань, які брали участь у битві під Москвою 10 воювало на Волоколамському напрямку.

## Пам'ятки архітектури
Йосифо-Волоцький монастир розташований на околиці міста. На його території збереглися потужні фортечні стіни з шатровими баштами, трапезна палата, п'ятиглавий Успенський Собор у стилі московського бароко.
Волоколамський кремль має у своєму складі Воскресенський собор — у ньому збереглися фрагменти розпису кінця 15 століття, цікавою є багатоярусна дзвіниця висота якої становить 75 метрів, Никольський собор ХІХ століття, дзвіницю XVIII століття, архітектурну огорожу з баштами ХІХ — початку ХХ століття.

## Музеї
- Історико-археологічний музей Волоколамський кремль
- Музей героїв-панфіловців
- Осташевський краєзнавчий музей
- Ярополецький народний краєзнавчий музей[9]

## Символіка
Сучасний герб Волоколамська затверджений 10 березня 2006 року. На срібному щиті зелені тркутні укріплення з бастіонами на кутах. У вільній частині герб Московської області. Прапор Волоколамська створений за мотивами герба міста.

## Освіта
У місті працює Волоколамська філія Російського нового університету яка веде підготовку фахівців за спеціальностями фінанси і кредит, юриспруденція, педагогіка і психологія, педагогіка і психологія девіантної поведінки.